# Pax Sumerica
Pax Sumerica ("Paz Sumérica" em latim), que durante a terceira dinastia de Ur ou durante o Império Neossumérico. A Paz Sumérica é tradicionalmente considerada uma extensão, até a morte de Hamurabi, do primeiro Império Babilônico.